# Néstor Rossi
Néstor Rául Rossi (ur. 10 maja 1925 w Buenos Aires, zm. 13 czerwca 2007 tamże) – argentyński piłkarz, pomocnik i trener piłkarski. Długoletni zawodnik River Plate. Obdarzany przydomkami Pipo i La Voz.
Poza umiejętnościami wyróżniał się zadziornością i charakterem – z linii pomocy kierował całym zespołem. Profesjonalną karierę zaczynał w River w 1945. W 1949 wyjechał do Kolumbii, gdzie powstała dzika liga i został zawodnikiem Millonarios FC. Obok siebie miał m.in. Alfredo Di Stéfano i inne gwiazdy argentyńskiego futbolu, razem seryjnie zdobywali tytuły mistrza kraju. Do Argentyny i River wrócił w 1955. Z River pięć razy był mistrzem Argentyny (1945, 1947, 1955, 1956, 1957). Karierę kończył w Huracán (1959–1961).
W reprezentacji Argentyny rozegrał 26 spotkań. Z Argentyną triumfował w Copa América 1947 i Copa América 1957. Grał także w nieudanych dla Argentyny finałach MŚ 58.
Pracował jako trener, prowadził m.in. River i Boca Juniors. To u niego w dorosłym futbolu debiutował Daniel Passarella.